# Ludwig Oskar Bellmont
Ludwig Oskar Bellmont (Pseudonym: Rickenbach) (* 20. November 1894 in Basel; † 30. Juni 1945 in Zürich) war ein Schweizer Maler, Zeichner und Grafiker.

## Leben und Werk
Nach seiner schulischen Ausbildung ging er an die Kunstgewerbeschule in Basel und bildete sich mit einer Lehre zum Telegraphisten aus.
Seine berufliche Laufbahn führte ihn 1922 zu Zum Telefon, wo er den Dienstzweig pro Telephon 1927 mit aufbaute.  
Ebenfalls 1922 stiess er zur Satirezeitschrift Nebelspalter, für die er bis 1944 rund 380 Karikaturen und Illustrationen beisteuerte und ihn einem breiten Publikum bekannt machte. Seine Zeichnungen unterzeichnete er bis 1924 mit Bellmont, die später entstandenen Zeichnungen signierte er mit dem Künstlernamen Rickenback bzw. Louis Rickenbach.
Auf einer sechsmonatigen Reise nach Paris erweiterte er seine künstlerische Fähigkeiten und er schuf dort zahlreiche Skizzen und Entwürfe. 
1933 übersiedelte er nach Zürich ins Neubühl in die Werkbundsiedlung. 
Neben seinen Arbeiten für den Nebelspalter entstanden auch Gemälde, Holzschnitte und Radierungen, die die Vielfältigkeit des Künstlers unterstrichen. 
Er war seit 1922 mit der Autorin Anna Stauffacher verheiratet. 1926 kam ihre Tochter auf die Welt, die als Autorin und Dichterin in verschiedenen Schweizer Publikationen (Schweizer Spiegel, Schweizer Illustrierte Zeitung) veröffentlichte. 
Am 30. Juni 1945 verstarb Ludwig Oskar Bellmont alias Rickenbach im Alter von nur 50 Jahren in Zürich.